# Hutter & Schrantz

Logo

Hutter & Schrantz ist der Name zweier österreichischer Industrieunternehmen (das Stahlbau-Unternehmen Hutter & Schrantz AG und die Hutter & Schrantz Technische Gewebe GmbH), deren Wurzeln auf eines der ältesten Unternehmen Österreichs zurückgehen.

## Geschichte

Werbung aus dem Jahre 1906

Werbung vom k.u.k. Hof-Siebwaren-Fabrikanten Hutter & Schrantz (1906/07)

Werbung von Hutter & Schrantz (1907)

Werbung aus dem Jahre 1908

Das gemeinsame Unternehmen geht auf eine im Jahr 1824 von Michael Hutter gegründete Siebmacherwerkstätte zurück. Hutter hatte die Ausbildung zum Siebflechter und Gitterstricker und stammte aus Budapest. Einer seiner Gesellen in dem Handwerksbetrieb war Johann Schrantz, der die Tochter Hutters heiratete. Durch den Mitbesitz erhielt das Unternehmen den heutigen Namen. 1866 wurde die Firma im Handelsregister eingetragen. Das Hauptprodukt waren Siebe für die Papierproduktion. Die Werkstätte im 1. Wiener Gemeindebezirk wurde bald um eine weitere Erzeugungsstätte am Stadtrand erweitert.
Michael Hutter starb im Jahr 1878 und der Betrieb wurde von Schrantz allein weitergeführt. 1881 gründete Johann Schrantz gemeinsam mit Matthias Hofherr das Landmaschinenunternehmen Hofherr-Schrantz. 1884 kaufte Schrantz die „Wasenbruckmühle“ in Wasenbruck, einem Ort der Stadtgemeinde Mannersdorf am Leithagebirge, wo er eine Filztuchfabrik errichtete. Die Produktion der Filztücher passte zu dem bereits vorhandenen Angebotsspektrum der Papierindustrie. Da Wasenbruck über keinerlei Infrastruktur verfügte und zu diesem Zeitpunkt nur aus ein paar Häusern bestand, musste Johann Schrantz auch für die notwendigen Wohnungen, Geschäfte und sozialen Einrichtungen sorgen. So entstand ein ganzer Ort, der in der Sozialforschung auch als Single Factory Town bezeichnet wird.
Für die bessere Versorgung des böhmischen Marktes mit Siebgeflechten kaufte er in Bubna bei Prag eine weitere Fabrik. In Wien-Favoriten wurde ebenfalls ein Werk mit einer Gitterstrickerei errichtet. Die Zentrale wurde im 6. Wiener Gemeindebezirk errichtet. 1902 starb Johann Schrantz, und alle drei Söhne Alfred, Otto und Wilhelm Schrantz traten als Gesellschafter in das Unternehmen ein. Seine Söhne fusionierten das Unternehmen mit der Gitterstrickerei und Eisenmöbelfabrik Johann Merkatz in Wien-Meidling.
Die Niederösterreichische Escompte-Gesellschaft unterstützte das Unternehmen im Jahr 1905 bei der Umwandlung in eine Aktiengesellschaft. Die Aktienmehrheit verblieb jedoch bei der Familie. In Niemes in Nordböhmen wurde eine zweite Filztuchfabrik erworben, während in Budapest 1912 eine Sieb- und Gitterfabrik errichtet wurde.
Zu Beginn des Ersten Weltkrieges gehörten fünf Werke zum Konzern. Das Prager Werk wurde nicht in die AG eingebracht. Der Konzern beschäftigte mittlerweile rund 3.000 Mitarbeiter, davon 2.000 auf dem Gebiet des heutigen Österreichs. Auch nach dem Ersten Weltkrieg gehörten noch alle Werke zu Aktiengesellschaft und Hutter & Schrantz war somit eines der wenigen Unternehmen, die kein Werk in den ehemaligen Kronländern durch den Krieg verlor. 1919 konnte sogar noch ein Werk in Niemes für den nun tschechoslowakischen Markt errichtet werden.
In Pinkafeld wurde eine weitere Erzeugung von Filztüchern für den ungarischen Markt geplant. Nachdem das Burgenland jedoch 1921 durch die Volksabstimmung an Österreich gefallen war, wurde aus der Filztucherzeugung eine Schafwollwarenfabrik.
Die Anzahl der Werke wurde zwar größer, die Beschäftigtenanzahl nahm aber stetig ab, sodass sie Ende 1934 bei 1.361 Mitarbeitern lag, wovon 997 in Österreich arbeiteten. Die Aktienmehrheit ging in mehreren Schritten an die Escomptegesellschaft und von dieser an die Creditanstalt über. Wilhelm Schrantz war Vizepräsident in der Aktiengesellschaft. Trotzdem wurde weiter expandiert. So wurden im Jahr 1936 drei Werke der Kärntnerischen Eisen- und Stahlwerke (Kestag) zugekauft.
Zu Beginn des Zweiten Weltkrieges gab es in Österreich sieben Werke mit rund 1.200 Beschäftigten und in Tschechien und Ungarn drei Werke mit 500 Beschäftigten. Nach dem Krieg gingen diese drei durch die politischen Veränderungen verloren. Die verbliebenen Werke erweiterten hingegen ihre Produktpalette ab 1950 um Stahlhallenkonstruktionen und Deckenträger, wo sie bald Marktführer in Österreich wurden und zu dieser Zeit rund 2.300 Beschäftigte zählten. Später wurden auch andere Produkte wie Kunststoffschaum in Günselsdorf erzeugt.
In den 1940er und 1950er Jahren zog sich die Familie Schrantz aus dem Unternehmen zurück. Das Werk Pinkafeld wurde gegen Ende der 1950er Jahre geschlossen, ebenso das Werk in Wasenbruck Ende der 1970er Jahre. Die Filztuchproduktion wurde in Gloggnitz in der FEZ-Fabriken GesmbH konzentriert. In Klagenfurt entstand 1962 ein Stahlbauwerk, während in Wien die Siebe für die Papierindustrie konzentriert wurden.
1975 wurde ein neues Werk in Wien-Liesing bezogen. Im Jahr 1978 wurde das Stahlbauunternehmen Haslinger Stahlbau erworben. Zu dieser Zeit befand sich das Unternehmen in einer stagnierenden Phase, lediglich 1.000 Personen fanden zu dieser Zeit im Unternehmen Arbeit. 1979 gab die Creditanstalt ihren inzwischen auf 90 % angewachsenen Firmenanteil an die Heid AG in Stockerau ab. 1992 wurde Hutter & Schrantz in einzelne Produktionssparten aufgeteilt.
Im Jahr 2007 war die Firma Hutter & Schrantz (wie in den früheren Jahren hauptsächlich) am mitteleuropäischen Markt vertreten. Mit 500 Mitarbeitern wird in Österreich, Deutschland, Ungarn und Slowenien ein Umsatz 60 Millionen Euro erwirtschaftet. Von der Hutter & Schrantz Technische Gewebe GmbH sind keine Zahlen bekannt.
Hutter & Schrantz erzielte im Geschäftsjahr 2008 einen Umsatz von 151 Millionen Euro. Das Konzernergebnis nach Steuern betrug 6,94 Millionen Euro.

### Wissenswertes
Die beiden österreichischen Liedermacher und Kabarettisten Pirron und Knapp spielen in ihrer Nummer „Affen-Theater“ aus den 50er Jahren auf Hutter & Schrantz an. Das Lied handelt von einer Wiener Familie, die im Tiergarten Schönbrunn das Affenhaus besucht. In der ersten Minute heißt es: „Da Burli frogt ‚Wie heißen die?‘ [gemeint sind die zwei Affen im Affenhaus] und ärgert seine Mutter. ‚Geh Burli, loss doch deine blöden Tanz! Schau runter auf des Schüdl do: Der eine der heißt Hutter, der andere daneben der heißt Schrantz.‘“ Es handelt sich hier in Wirklichkeit um das Firmenschild des Käfigerzeugers Hutter & Schrantz.

### Personendaten
Da für die wichtigsten Personen, die mit dem Unternehmen in Verbindung gebracht werden, keine eigenen Seiten angelegt werden, sollen hier die wichtigsten Daten zusammengefasst werden:
- Johann Schrantz (* 5. Jänner 1830 in Papa (Komitat Veszprém), † 1. April 1902 in Wien) – Eltern: Johann Schrantz und Elisabeth, geborene Hutter
- Gattin: Stefanie Hutter (* 25. Dezember 1829 in Wien, † ?)
- Sohn Alfred Schrantz (* 23. September 1867, † 14. August 1914 in Wien)
- Sohn Wilhelm Schrantz (* 27. September 1868, † 28. September 1942 in Wien)
- Sohn Otto Schrantz (* 23. Mai 1871, † 13. März 1919 in Wien)